# Станція глибокого закладення
Станція глибокого закладення — узагальнена назва кількох типів станцій метрополітену, розташованих відносно глибоко від денної поверхні.
Станцією глибокого закладення називається станція, розташована на глибині понад 20 метрів. З вестибюлем така станція пов'язується похилим ходом з ескалаторами. Будівництво такої станції ведеться, найчастіше, через шахтний стовбур, потім, до станції проводяться тунелі, а на завершальному етапі — споруджується вестибюль з похилим ходом.
Серед станцій глибокого закладення розрізняються:
- пілонна
- колонна
- односклепінна
- станція закритого типу
- двоярусна пересадкова односклепінна станція

Найглибшою станцією у світі (116 метрів) є «Хун'яньцунь» Чунцінського метрополітену, яка відкрита 25 січня 2022 року.